# Đảng Khmer Yêu Khmer
Đảng Khmer Yêu Khmer là một chính đảng Kampuchea.